# William Patrick Kinsella
Pour les articles homonymes, voir Kinsella.
Œuvres principales
- Shoeless Joe

William Patrick Kinsella dit W. P. Kinsella, né le 25 mai 1935 à Edmonton (Alberta) et mort le 16 septembre 2016 à Hope (Colombie-Britannique), est un écrivain canadien.

## Biographie
William Patrick Kinsella est né à Edmonton en Alberta. Ses parents sont d'origine irlandaise, Olive Mary et John Matthew Kinsella. Jusqu'à 10 ans, il vit à Darwell en Alberta. fait ses études à Edmonton, puis entre à l'Université de Victoria, en Colombie-Britannique. Il travaille comme libraire pour financer ses études. En 1975, il étudie à l'université de l'Iowa,.
Son premier roman Dance Me Outside paraît en 1977,.

## Œuvre

### Romans
- Shoeless Joe, Christian Bourgois, 1993 ((en) Shoeless Joe, 1980), trad. Bernard Hœpffner, 362 p.  (ISBN 2-267-00997-8)Réédition, 10/18, coll. « Domaine étranger », 1996 361 p. (ISBN 2-264-02068-7)
- (en) The Iowa Baseball Confederacy, 1986
- (en) Box Socials, 1991
- (en) The Winter Helen Dropped By, 1994
- (en) If Wishes Were Horses, 1996
- (en) Magic Time, 1998
- (en) Butterfly Winter, 2011

### Recueils de nouvelles
- Plumes, Presses d'aujourd'hui, 1981 ((en) Dance Me Outside, 1977), trad. Robert Pépin, 202 p.  (ISBN 2-07-029359-9)
- (en) Scars, 1978
- (en) Shoeless Joe Jackson Comes To Iowa, 1980
- (en) Born Indian, 1981
  - (de) Von Geburt Indianer, trad. Elfi Schneidenbach, en Kolumbus und die Riesendame. Kurzgeschichten aus Kanada. Aufbau AtV, Berlin 1992, pp 200 – 215 (Born Indian)
  - (de) Spaßvogel, trad. Klaus Schultz, en: 26 [Sechsundzwanzig] kanadische Erzähler. Dir. Karla El-Hassan, Helga Militz. Volk und Welt, Berlin 1986, pp 270 – 280 (Jokemaker, en ligne
- (en) Moccasin Telegraph, 1983
- (en) The Thrill of the Grass, 1984
- (en) The Last Pennant Before Armageddon, 1984
- (en) Five Stories, 1985
- (en) The Alligator Report, 1985
- (en) The Fencepost Chronicles, 1986
- (en) Red Wolf, 1987
- (en) The Further Adventures of Slugger McBatt, 1988
- (en) The Miss Hobbema Pageant, 1989
- (en) The Dixon Cornbelt League and Other Baseball Stories, 1993
- (en) Brother Frank's Gospel Hour, 1994
- (en) The Secret of the Northern Lights, 1998
- (en) Baseball Fantastic, 2000
- (en) Japanese Baseball and Other Stories, 2000
- (en) The Essential W. P. Kinsella, 2015

## Adaptations au cinéma
- 1989 : Jusqu'au bout du rêve (Field of Dreams), film américain réalisé par Phil Alden Robinson, adaptation du roman Shoeless Joe, avec Kevin Costner.
- 1994 : Dance Me Outside, film canadien réalisé par Bruce McDonald, adaptation de la nouvelle éponyme.